# Meioglossus psammophilus
Meioglossus psammophilus is een diersoort in de taxonomische indeling van de Hemichordata. Het dier behoort tot het geslacht Meioglossus en behoort tot de familie Harrimaniidae. De wetenschappelijke naam van de soort werd voor het eerst geldig gepubliceerd in 2012 door Worsaae, Sterrer, Kaul-Strehlow, Hay-Schmidt & Giribet.